# ماجد بن محمد بن راشد آل مکتوم
ماجد بن محمد بن راشد آل مکتوم (انگلیسی: Majid bin Mohammed Al Maktoum؛ زادهٔ ۱۶ اکتبر ۱۹۸۷) سیاستمدار، کارآفرین و سوارکار اهل امارات متحده عربی است. وی فرزند محمد بن راشد آل مکتوم حاکم دبی و نخست‌وزیر امارات متحده عربی است.